# Östra Torns by

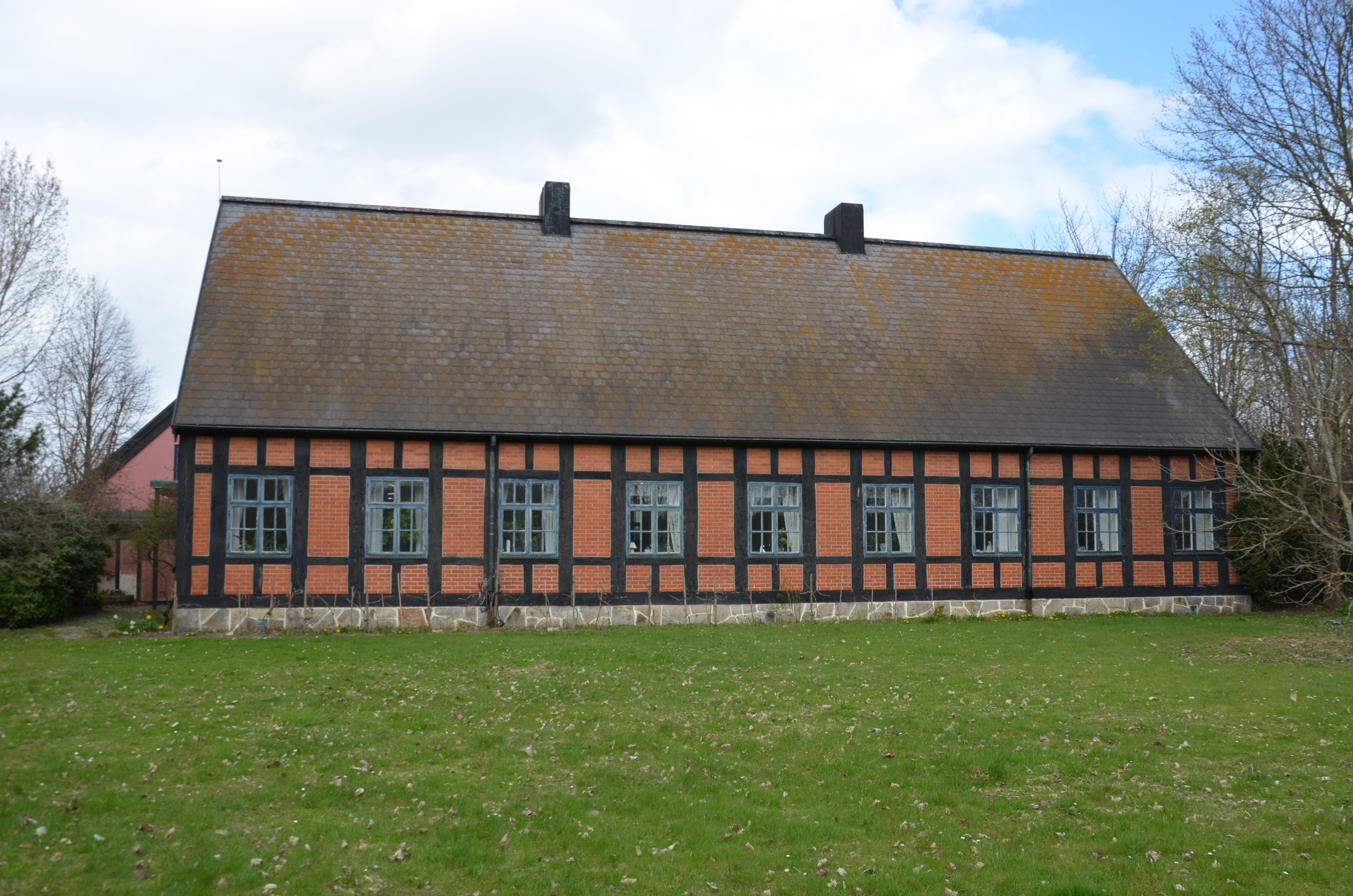
Byggmästargården från 1791, ursprungligen Norbergska gården vid Stora Södergatan i Lund

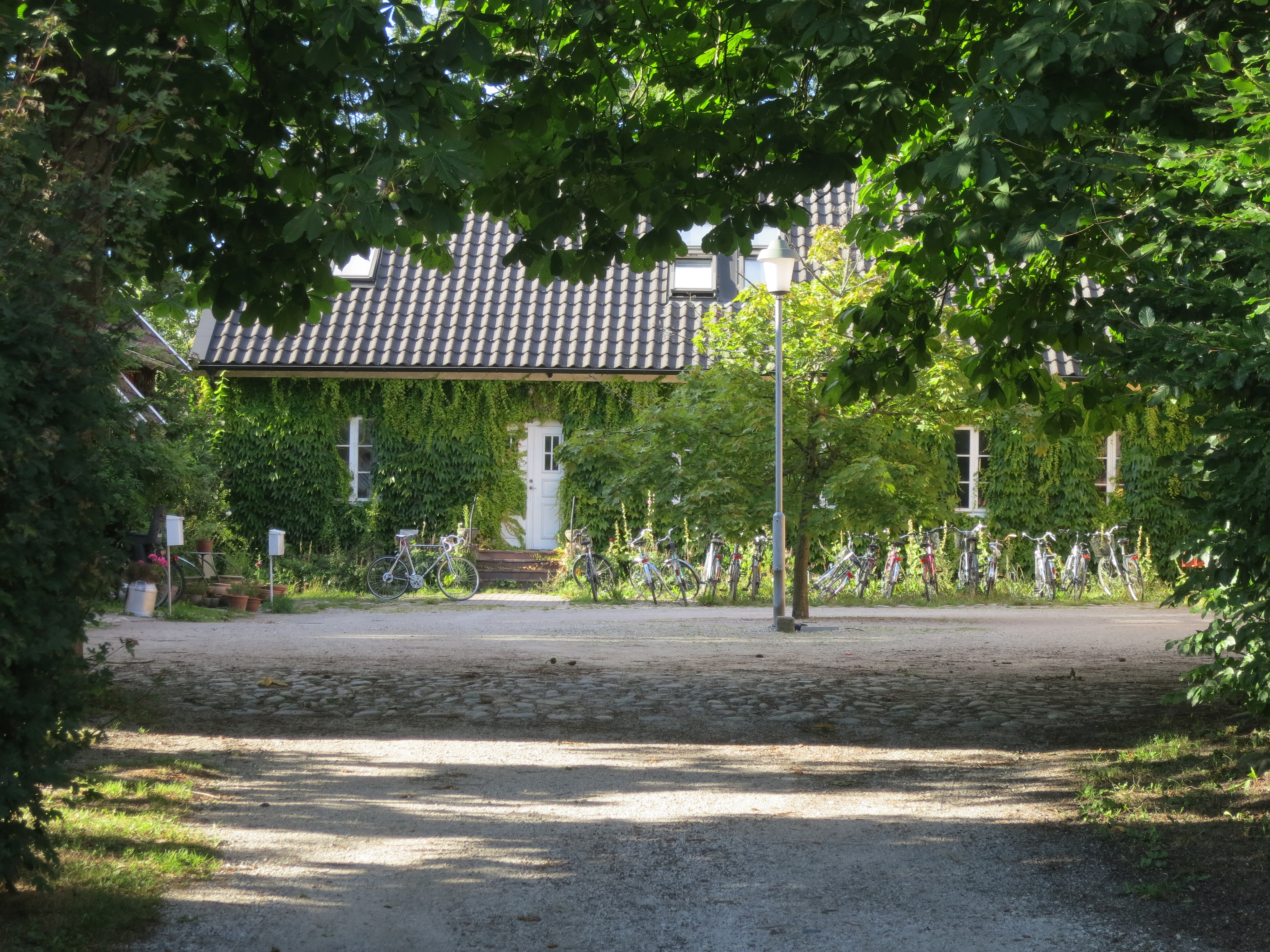
Gård i Östra Torns by.

Östra Torns by är en by som sedan 1970-talet uppgått i Lunds tätort, men som tidigare varit en självständig enhet ursprungligen i Lunds socken. 
Delar av bykärnan har bevarats efter att Lunds kommun köpte upp stora delar av markerna omkring för exploatering under 1960-talet. Under 1970-talet upprättades en detaljplan som slog fast att byn skulle utökas med 35-40 bostäder med noggranna upplysningar om vilka byggnader som skulle bevaras och hur de nya bostäderna skulle anpassas till den äldre. Bebyggelsen uppfördes sedan under 1980-talet samtidigt som många av de äldre byggnaderna renoverades. Fram till mitten av 1980-talet fanns det fortfarande viss djurhållning i byn och åkrarna odlades fortfarande, men efter detta har främst hästarna satt prägel på byn. Byn avgränsas av åker- och betesmark. En cykelbana i norr samt Spelmansvägen i söder avskiljer byn från övrig bebyggelse i Östra Torns stadsdel.